# Копальня Джарвіс
Копальня Джарвіс – колишній гірничодобувний майданчик у центральній частині Тихого океану на острові Джарвіс зі складу архіпелагу Лайн (адміністративна одиниця Зовнішні малі острови США).
У другій половині XIX століття на тлі зростаючого попиту на добрива велись пошуки та видобуток гуано на численних островах світового океану. Зокрема, в 1855 році новостворена American Guano Company зацікавилась островом Джарвіс. Того ж року вислане для досліджень судно доставило відомості про наявність на Джарвісі покладів фосфоритного гуано (продукт, що втратив більшість азоту та перетворився на фосфорне добриво). На початку 1857-го на острові побувала зафрахована компанією шхуна, капітан якої оголосив його належним США, а в 1858-му судно «John Marshall» доправило на Джарвіс обладнання для видобутку та забрало звідти перший вантаж у 400 тонн гуано. Того ж року судно «White Swallow» вивезло з острова 1200 тонн добрива.
Доставку гуано до місця, звідки було найбільш зручно перевантажувати його на судна, організували за допомогою вагонеток (вони та рейки були доправлені згаданим вище «John Marshall»). Далі продукт пересипали у мішки, в яких він і потрапляв на судно, при цьому обсяги таких вантажних операцій могли досягати п’ятдесяти тонн на добу.
Відомо також, що для зменшення витрат на розробку на початку 1860-х American Guano Company домовилась з Phoenix Guano Company про спільне фрахтування судна постачання, яке раз на 2 – 3 місяці доправляло припаси та нових працівників на задіяні у видобутку гуано острови Джарвіс, Бейкер, Мак-Кін, Ендербері та Фенікс (останні три відносились до діяльності Phoenix Guano Company).
Влітку 1879-го після вичерпання найбільш якісних покладів роботи на Джарвісі завершились, при цьому є відомості, що на острові залишилось 8 тисяч тонн вже видобутого гуано. Всього з 1858 по 1879 роки з Джарвісу вивезли біля 300 тисяч тонн.
В 1886-му австралійська компанія Houlder Brothers викупила в American Guano Company права на розробку Джарвісу, проте так і не відновила роботи. У 1906-му права перейшли до Pacific Phosphate Company of London and Melbourne, але і у цьому випадку невідомо про якісь практичні кроки щодо розробки.